# Forget You
Forget You (englisch für „Dich vergessen“) ist ein Lied des deutschen Musikproduzenten-Duos Fast Boy, in Zusammenarbeit mit dem deutschen DJ und Musikproduzenten Topic.

## Entstehung und Artwork
Geschrieben und produziert wurde Forget You von den beiden Fast-Boy-Mitgliedern Felix und Lucas Hain, Tobias Topic sowie dem deutschen Produzentenduo Truva (bestehend aus Timothy Auld und Benedikt Schöller). Mit Ausnahme des Mastering waren die Autoren und Produzenten auch für die weiteren Studioarbeiten verantwortlich. So zeichnete Topic für die Abmischung und Truva für die Programmierung zuständig, zusammen tätigten sie auch die Soundeffekte. Das Mastering erfolgte durch GKG Mastering in München, unter der Leitung von Ludwig Maier. Die Instrumente wurden durch Fast Boy (Gitarre und Keyboard) und Topic (Bass, Schlagzeug und Synthesizer) eingespielt.
Auf dem Frontcover der Single ist – neben dem Liedtitel und Interpretenangabe – ein schwarzer Friese in einem Parkhaus zu sehen. Das Bild entstand bei den Dreharbeiten zum dazugehörigen Musikvideo.

## Veröffentlichung und Promotion
Die Erstveröffentlichung von Forget You erfolgte als Single am 17. Februar 2023. Diese erschien als Einzeltrack zum Download und Streaming durch das Musiklabel Virgin Records. Für den Vertrieb zeichnete Universal Music zuständig; verlegt wurde das Lied durch Edition 1722, Sony Music Publishing, Universal Music Publishing sowie We Publish Music. Am 19. Mai 2023 erschien eine Remixversion des Titels als digitale Einzeltrack-Single.

## Inhalt
Der Liedtext zu Forget You ist in englischer Sprache verfasst, der Titel bedeutet ins Deutsche übersetzt „Dich vergessen“. Geschrieben und komponiert wurde das Stück gemeinsam vom Duo Fast Boy, Topic und dem Produzentenduo Truva. Musikalisch bewegt sich das Lied im Bereich der elektronischen Popmusik, stilistisch in den Bereichen des Dance-Pops und House. Das Tempo beträgt 128 Schläge pro Minute. Die Tonart ist g-Moll. Inhaltlich geht es in dem Lied um den inneren Kampf, den man mit sich selbst austrägt, wenn man eine geliebte Person vergessen möchte („God, I wish I never met you (…) I, I keep forgettin’ to forget you“).
Aufgebaut ist das Lied auf einem Intro, zwei Strophen, einem Refrain und einem Outro. Es beginnt mit dem Intro, das sich als Zweizeiler aus Teilen des Refrains zusammensetzt. Auf dieses folgt die erste Strophe, die als Vierzeiler geschrieben wurde. An die erste Strophe schließt sich zunächst der sogenannte Pre-Chorus an, ehe der eigentliche Refrain einsetzt, der als Achtzeiler verfasst wurde. Der gleiche Aufbau wiederholt sich mit der zweiten Strophe. Der zweite Refrain klingt jedoch mit dem sogenannten Post-Chorus aus, der eine Erweiterung mit wiederholenden Zeilen des Refrains darstellt. Das Lied endet schließlich mit dem Outro, welches eine Wiederholung des Intros ist. Topic wirkt hierbei lediglich an der Studioarbeit mit, die Interpretation erfolgte durch die beiden Fast-Boy-Mitglieder.
| „God, I wish I never met you. I, I keep forgettin’ to forget you. And from the start, I shoulda known you’re bad news. I, I keep forgettin’ to forget you. God, I wish I never met you. I, I keep forgettin’ to forget you. And from the start, I shoulda known you’re bad news. I, I keep forgettin’ to forget you.“ – Refrain, Originalauszug | „Gott, ich wünschte, ich hätte dich nie getroffen. Ich vergesse ständig, dich zu vergessen. Und von Anfang an hätte ich wissen müssen, dass du mir nicht gut tust. Ich vergesse ständig, dich zu vergessen. Gott, ich wünschte, ich hätte dich nie getroffen. Ich vergesse ständig, dich zu vergessen. Und von Anfang an hätte ich wissen müssen, dass du mir nicht gut tust. Ich vergesse ständig, dich zu vergessen.“ – Refrain, Übersetzung |

## Musikvideo
Das Musikvideo zu Forget You feierte seine Premiere am 23. Februar 2023 auf YouTube. Es zeigt die beiden Mitglieder von Fast Boy, die an verschiedenen Schauplätzen das Lied singen, darunter in einem Wald, einem Boot inmitten eines Hafens oder auch in einem Parkhaus. In einigen der Parkhaus-Szenen ist der Friese des Single-Coverbildes zu sehen. Topic sieht man nur in einer kurzen Videoprojektion. Die Gesamtlänge des Videos beträgt 2:28 Minuten. Regie führte der Berliner Filmemacher Niklas Coskan. Bis Juni 2023 zählte es über drei Millionen Aufrufe bei YouTube.

## Mitwirkende
| Liedproduktion - Timothy Auld: Komponist, Liedtexter, Musikproduzent, Programmierung, Soundeffekt - Felix Hain: Begleitgesang, Gesang, Gitarre, Keyboard, Komponist, Liedtexter, Musikproduzent - Lucas Hain: Begleitgesang, Gesang, Gitarre, Keyboard, Komponist, Liedtexter, Musikproduzent - Ludwig Maier: Mastering - Benedikt Schöller: Komponist, Liedtexter, Musikproduzent, Programmierung, Soundeffekt - Tobias Topic: Abmischung, Bass, Komponist, Liedtexter, Musikproduzent, Schlagzeug, Soundeffekt, Synthesizer Unternehmen - Edition 1722: Verlag - GKG Mastering: Tonstudio - Sony Music Publishing: Verlag - Universal Music: Vertrieb - Universal Music Publishing: Verlag - Virgin Records: Musiklabel - We Publish Music: Verlag | Musikvideo - Jasmin Arnold: Friseur, Schminke - Sofia Belcuore: Produktionsassistenz - Timo Bevacqua: Beleuchter - Dominik Braz Bittrich: Filmeditor - Niklas Coskan: Regisseur - Erwin Gepting: 2. Kameraassistent - Adam Graf: Kameramann - Maximilian Hirschmann: Requisiteur - Bela Moritz: DIT - Maximilian Pauly: Farbkorrektur - Anna Phebey: Stylist - Philip Ratuschny: 1. Kameraassistent - Maxim Rosenbauer: Ausführender Produzent - Jan Scheel: Juniorproduzent - Greta Wolf: Produktionsassistenz |

## Rezeption

### Rezensionen
Isabel von Glahn von 1 Live beschrieb das Stück trotz des melancholischen und nachdenklichen Textes als einen eingängigen Dance-Track. Generell bewiesen Fast Boy, dass sie ein gutes Gespür für starke Popmelodien hätten. Auch Topic sei bekannt dafür, dass er Herzschmerz und emotionale Themen in tanzbare Dance-Hits verpacken könne. Die Kollaboration mit Fast Boy funktioniere und mache Lust auf mehr.
Das deutschsprachige Online-Magazin Pop-Himmel ist der Meinung, dass das Stück einen mit seinen eindringlichen und elektrisierenden Beats auf die Tanzfläche ziehe und das obwohl es von dem Kampf handele, eine geliebte Person vergessen zu wollen.

### Charts und Chartplatzierungen
Forget You verfehlte zunächst den Einstieg in die Singlecharts, konnte sich jedoch am 5. Mai 2023 erstmals auf Rang 20 der deutschen Single-Trend-Charts platzieren. Bis zum 19. Mai 2023 steigerte es sich bis auf den dritten Rang der Chartliste, bevor in der Folgewoche vom 26. Mai 2023 erstmals der Sprung auf Rang 82 der deutschen Singlecharts gelang. Die Single konnte sich 14 Wochen in den Top 100 platzieren, letztmals in der Chartwoche vom 25. August 2023 und erreichte seine beste Chartnotierung mit Rang 73 am 11. August 2023. Darüber hinaus erreichte das Lied Rang zwölf der Dancecharts (28. Juli 2023), Rang 26 der Airplaycharts (19. Mai 2023) und Rang 87 der Streamingcharts (26. Mai 2023).
Für Topic als Interpret avancierte Forget You zum 17. Charthit in Deutschland. In seiner Produzentenfunktion erreichte er zum 27. Mal die deutschen Singlecharts, als Autor zum 19. Mal. Das Duo Fast Boy erreichte hiermit nach Bad Memories zum zweiten Mal die deutschen Singlecharts als Autor und Interpret. In ihrer Produzententätigkeit ist es der erste Charthit.
| ChartsChartplatzierungen | Höchstplatzierung | Wochen |
| ------------------------ | ----------------- | ------ |
| Deutschland (GfK)        | 73 (14 Wo.)       | 14     |

### Auszeichnungen für Musikverkäufe
Am 23. August 2023 bekam Forget You eine Platin-Schallplatte für über 50.000 verkaufte Einheiten in Polen verliehen.
| Land/Region  | Auszeichnungen für Musikverkäufe (Land/Region, Auszeichnung, Verkäufe) | Verkäufe |
| ------------ | ---------------------------------------------------------------------- | -------- |
| Polen (ZPAV) | Platin                                                                 | 50.000   |
| Insgesamt    | 1× Platin ·                                                            | 50.000   |